# Guyans-Vennes
Guyans-Vennes est une commune française située dans le département du Doubs, la région culturelle et historique de Franche-Comté et la région administrative Bourgogne-Franche-Comté.

## Géographie

### Toponymie
Guyans en Vengnes en 1249 ; Guyans en Vennes en 1263 ; Guans en 1275 et 1292 ; Guhans in valle de Vennes en 1326 ; Guhans à la fin du XIVe siècle ; Guyans à la fin du XVe siècle.
Situé aux portes du Haut-Doubs, Guyans-Vennes se trouve à 50 km de Besançon et environ 30 km de Pontarlier, son altitude varie entre 540 et 984 m. Avec le hameau de Grand Chaux, Guyans-Vennes s'étend sur 19,67 km2.
Vennes est un toponyme désignant un pâturage marécageux, du latin vena (canal, source), « vanne », « retranchement construit dans une rivière pour fermer le passage aux poissons ».

### Climat
Pour des articles plus généraux, voir Climat de la Bourgogne-Franche-Comté et Climat du Doubs.
En 2010, le climat de la commune est de type climat de montagne, selon une étude du Centre national de la recherche scientifique s'appuyant sur une série de données couvrant la période 1971-2000. En 2020, Météo-France publie une typologie des climats de la France métropolitaine dans laquelle la commune est exposée à un climat de montagne ou de marges de montagne et est dans la région climatique  Jura, caractérisée par une forte pluviométrie en toutes saisons (1 000 à 1 500 mm/an), des hivers rigoureux et un ensoleillement médiocre. 
Pour la période 1971-2000, la température annuelle moyenne est de 8 °C, avec une amplitude thermique annuelle de 16,8 °C. Le cumul annuel moyen de précipitations est de 1 413 mm, avec 13,1 jours de précipitations en janvier et 11,3 jours en juillet. Pour la période 1991-2020, la température moyenne annuelle observée sur la station météorologique de Météo-France la plus proche, « Pierrefontaine », sur la commune de Pierrefontaine-les-Varans à 7 km à vol d'oiseau, est de 8,8 °C et le cumul annuel moyen de précipitations est de 1 376,5 mm. 
La température maximale relevée sur cette station est de 39,3 °C, atteinte le 31 juillet 1983 ; la température minimale est de −31,9 °C, atteinte le 9 janvier 1985,,. 
Les paramètres climatiques de la commune ont été estimés pour le milieu du siècle (2041-2070) selon différents scénarios d'émission de gaz à effet de serre à partir des nouvelles projections climatiques de référence DRIAS-2020. Ils sont consultables sur un site dédié publié par Météo-France en novembre 2022.

## Urbanisme

### Typologie
Au 1er janvier 2024, Guyans-Vennes est catégorisée commune rurale à habitat dispersé, selon la nouvelle grille communale de densité à 7 niveaux définie par l'Insee en 2022.
Elle est située hors unité urbaine et hors attraction des villes,.

### Occupation des sols
L'occupation des sols de la commune, telle qu'elle ressort de la base de données européenne d’occupation biophysique des sols Corine Land Cover (CLC), est marquée par l'importance des territoires agricoles (66,1 % en 2018), en diminution par rapport à 1990 (67,9 %). La répartition détaillée en 2018 est la suivante :
prairies (37,4 %), forêts (29,2 %), zones agricoles hétérogènes (28,7 %), zones urbanisées (3,4 %), milieux à végétation arbustive et/ou herbacée (1,4 %). L'évolution de l’occupation des sols de la commune et de ses infrastructures peut être observée sur les différentes représentations cartographiques du territoire : la carte de Cassini (XVIIIe siècle), la carte d'état-major (1820-1866) et les cartes ou photos aériennes de l'IGN pour la période actuelle (1950 à aujourd'hui).

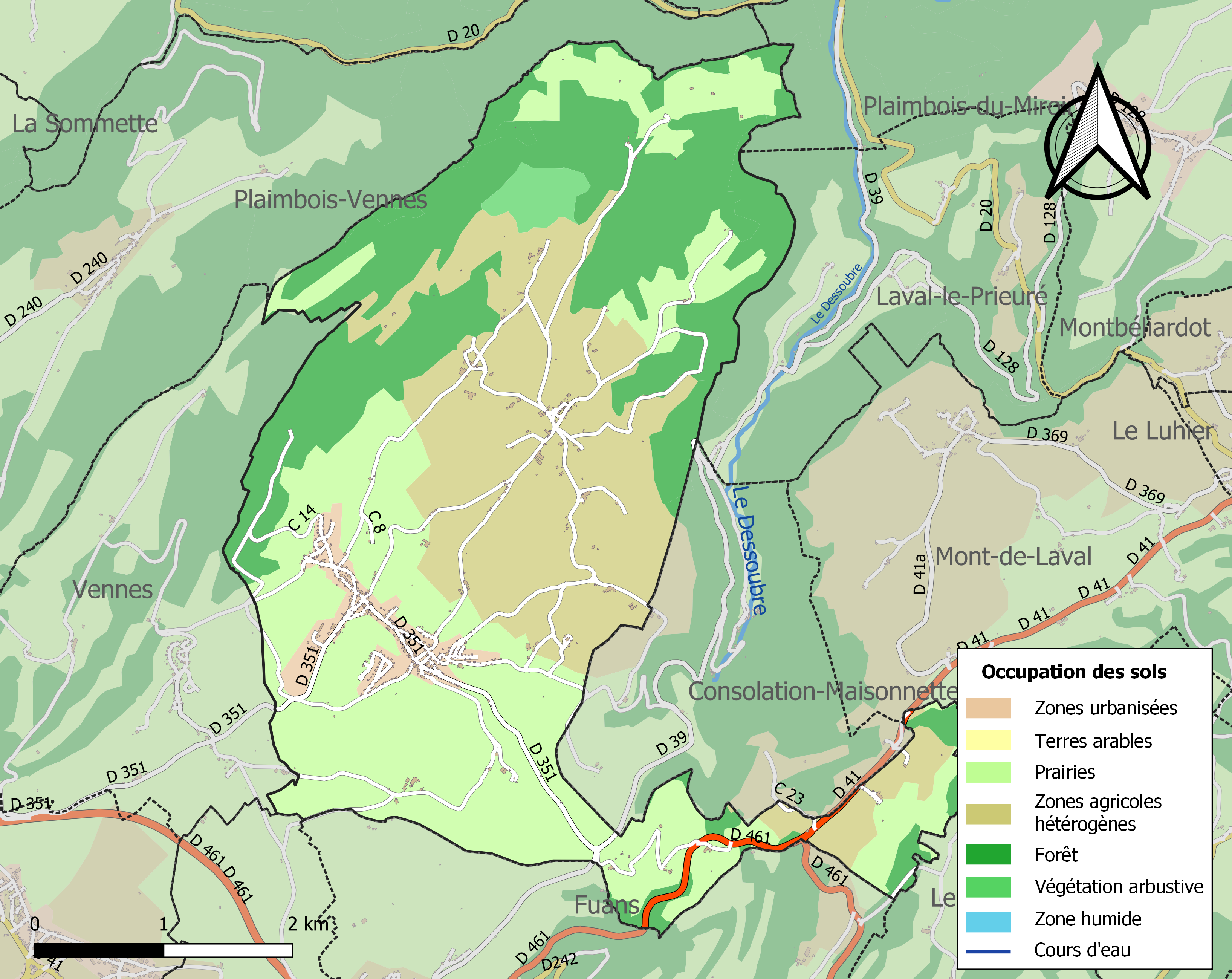
Carte des infrastructures et de l'occupation des sols de la commune en 2018 (CLC).

## Histoire
Durant la guerre de Dix Ans, le 7 mars  1639, le colonel Reinhold de Rosen, des troupes suédoises de Saxe-Weimar, s'empare par traîtrise de Châtelneuf-en-Vennes qui est détruit ; le village est incendié et une grande partie des défenseurs et habitants massacrés.
Guyans-Vennes se trouve entre les vestiges du château de Consolation, de Vennes et d'un camp romain à Grand-Chaux. Elle compte également une église datant du XVIIIe siècle.
La fête annuelle du village a lieu l'avant-dernier week-end de juillet. De grande renommée, cette fête se déroule sur trois jours et réunit plus de 5 000 personnes. On y trouve notamment de nombreux manèges et un défilé de chars le dimanche (réalisés chaque année par les villageois).
La fête des Hommes a lieu tous les 2 février : les hommes du village se retrouvent à un office religieux le matin, suivi d'une réunion de fromagerie puis d'un apéritif et d'un repas qui dure toute la journée et une bonne partie de la nuit.

## Politique et administration
| Période                                  | Période                   | Identité                                             | Étiquette | Qualité     |
| ---------------------------------------- | ------------------------- | ---------------------------------------------------- | --------- | ----------- |
| En 1845                                  |                           | Constant Mougin                                      |           |             |
| 17 mai 1945                              | 1954                      | René Paget                                           |           |             |
| 12 février 1954                          | 1965                      | Camille Mougin                                       |           |             |
| 14 mars 1965                             | 1971                      | Émile Robichon                                       |           |             |
| 14 mars 1971                             | 1977                      | Joseph Joly                                          |           |             |
| 20 mars 1977                             | 2001                      | Émile Robichon                                       |           |             |
| mars 2001                                | En cours (au 31 mai 2020) | Pierre Magnin-Feysot, Réélu pour le mandat 2020-2026 | UMP-LR    | Agriculteur |
| Les données manquantes sont à compléter. |                           |                                                      |           |             |

## Démographie
L'évolution du nombre d'habitants est connue à travers les recensements de la population effectués dans la commune depuis 1793. Pour les communes de moins de 10 000 habitants, une enquête de recensement portant sur toute la population est réalisée tous les cinq ans, les populations de référence des années intermédiaires étant quant à elles estimées par interpolation ou extrapolation. Pour la commune, le premier recensement exhaustif entrant dans le cadre du nouveau dispositif a été réalisé en 2007.

En 2022, la commune comptait 847 habitants, en évolution de +3,04 % par rapport à 2016 (Doubs : +1,88 %, France hors Mayotte : +2,11 %).
| 1793 | 1800 | 1806 | 1821 | 1831 | 1836 | 1841 | 1846 | 1851 |
| ---- | ---- | ---- | ---- | ---- | ---- | ---- | ---- | ---- |
| 580  | 566  | 616  | 520  | 633  | 684  | 664  | 630  | 658  |

| 1856 | 1861 | 1866 | 1872 | 1876 | 1881 | 1886 | 1891 | 1896 |
| ---- | ---- | ---- | ---- | ---- | ---- | ---- | ---- | ---- |
| 657  | 681  | 701  | 667  | 745  | 710  | 678  | 676  | 674  |

| 1901 | 1906 | 1911 | 1921 | 1926 | 1931 | 1936 | 1946 | 1954 |
| ---- | ---- | ---- | ---- | ---- | ---- | ---- | ---- | ---- |
| 688  | 700  | 672  | 572  | 557  | 549  | 546  | 566  | 535  |

| 1962 | 1968 | 1975 | 1982 | 1990 | 1999 | 2006 | 2007 | 2012 |
| ---- | ---- | ---- | ---- | ---- | ---- | ---- | ---- | ---- |
| 517  | 499  | 532  | 530  | 536  | 575  | 667  | 680  | 781  |

| 2017 | 2022 | - | - | - | - | - | - | - |
| ---- | ---- | - | - | - | - | - | - | - |
| 829  | 847  | - | - | - | - | - | - | - |

## Lieux et monuments

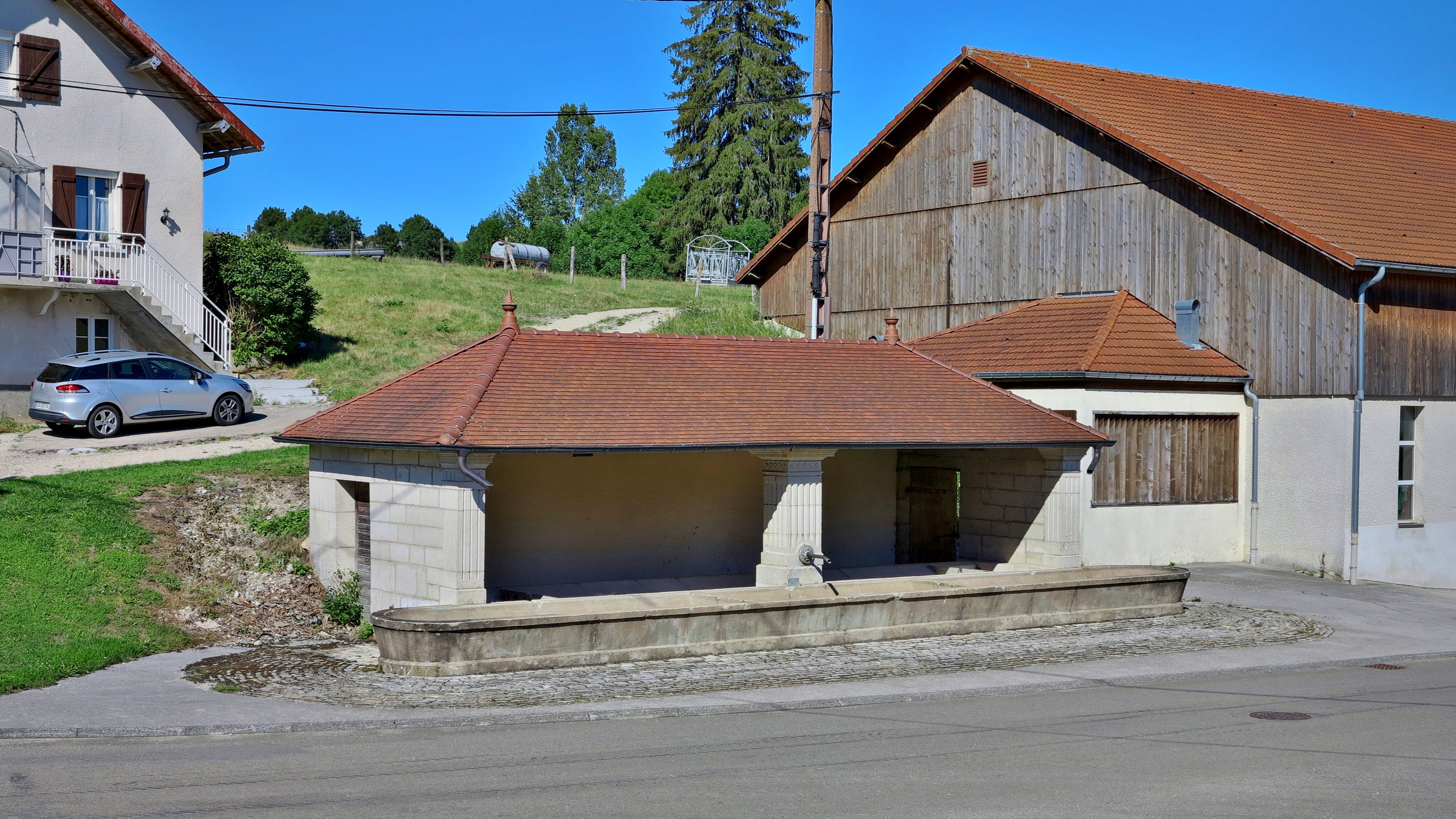
Le lavoir-abreuvoir couvert.

- L'église Notre Dame de l'Assomption avec son clocher comtois date du XVIIIe siècle[23].
- Les fontaines.

## Personnalités liées à la commune
Alexandre-Victor Cassard, né vers 1760, guillotiné à Besançon en 1793 comme émigré (cf. Thiébaud Jean, Témoins de l'Évangile, Paris, L'Harmattan, 1999, p. 380).